# Camillo-Sitte-Preis
Der Camillo-Sitte-Preis, benannt nach dem Architekten Camillo Sitte, war eine österreichische Auszeichnung für Städtebau.
Der Preis für Städtebau wurde mit dem Professor für Städtebau und Raumplanung Rudolf Wurzer von der Technischen Universität Wien vergeben.

## Preisträger
- 1972 Rudolf Hillebrecht, Stadtbaurat in Hannover
- 1975 Peter Koller, Stadtbaurat in Wolfsburg und Professor in Berlin
- 1977 Jacob Berend Bakema, Professor für Stadtgestaltung in Hamburg
- 1979 Heikki Sirén, Architekt in Helsinki
- 1981 Werner Ernst, Staatssekretär in Bonn
- 1983 Friedrich Achleitner, Professor für Geschichte und Theorie der Architektur in Wien
- 1985 Gerd Albers, Professor für Städtebau und Regionalplanung in München
- 1987 Martin Lendi, Professor für Rechtswissenschaften an der Technischen Hochschule Zürich